# Tensor mètric
|  | Per a altres significats, vegeu «tensor mètric (relativitat general)». |

En matemàtiques, dins la geometria riemanniana, el tensor mètric és un tensor de rang 2 que s'utilitza per definir conceptes mètrics com distància, angle i volum en un espai localment euclidià.

## Definició
Quan es tria una base local, el tensor mètric apareix com una matriu, amb notació convencional G. La notació g ij s'utilitza convencionalment per als components del tensor mètric (és a dir els elements de la matriu). Així el tensor mètric g s'expressa fixada una base coordenada com:

{\displaystyle g=\sum _{i,j=1}^{n}g_{ij}\ dx^{i}\otimes dx^{j}\qquad \qquad G={\begin{pmatrix}g_{11}&g_{12}&...&g_{1n}\\g_{21}&g_{22}&...&g_{2n}\\\vdots &\vdots &\vdots &\vdots \\g_{n1}&g_{n2}&...&g_{nn}\end{pmatrix}}}

O més còmodament utilitzant el conveni de sumació d'Einstein (que utilitzarem d'ara per a la resta de l'article com):

{\displaystyle g=G_{ij}\ dx^{i}\otimes dx^{j}\,}

## Longitud, angle i volum
La longitud d'un segment d'una corba donada parametritzada per {\displaystyle t\,}, des {\displaystyle a\,} fins {\displaystyle b\,}, es defineix com :

{\displaystyle L=\int _{a}^{b}{\sqrt {G_{ij}{\dot {x}}^{i}{\dot {x}}^{j}}}dt}

L'angle entre dos vectors  U  i  L  (o entre dues corbes els vectors tangents de les quals siguin  U  i  V ) es defineix com:

{\displaystyle \cos \theta ={\frac {G_{ij}U^{i}V^{j}}{\sqrt {\left|G_{ij}U^{i}U^{j}\right|\left|G_{ij}V^{i}V^{j}\right|}}}}

L'  n -volum  d'una regió  R  d'una varietat de dimensió  n  ve donat per la integral estesa a aquesta regió de la  n -forma de volum:

{\displaystyle V_{R}=\int _{R}{\sqrt {|g|}}dx^{1}\land dx^{2}\land \ldots \land dx^{n}}

Per a computar el tensor mètric d'un conjunt d'equacions que relacionen l'espai amb espai cartesià ( g  ij   = η   ij  : vegeu delta de Kronecker per a més detalls), compute el jacobià del conjunt d'equacions, i multipliqui el (producte exterior) transposat d'aquest jacobià pel jacobià.

{\displaystyle G=J^{T}J\,}

## Exemples de mètriques euclidianes

### Espai bidimensional
Donat un tensor mètric euclidià en dues dimensions, donat en coordenades cartesianes:
{\displaystyle G={\begin{bmatrix}1&0\\0&1\end{bmatrix}}}
Com que {\displaystyle G_{11}\ =G_{22}\ =1} i {\displaystyle G_{12}\ =G_{21}\ =0}, la longitud d'una corba redueix a la fórmula familiar del càlcul (teorema de Pitàgores):
{\displaystyle L=\int _{a}^{b}{\sqrt {G_{ij}dx^{i}dx^{j}}}}
{\displaystyle L=\int _{a}^{b}{\sqrt {G_{11}dx^{1}DX^{1}+G_{22}dx^{2}DX^{2}}}}
{\displaystyle L=\int _{a}^{b}{\sqrt {dx^{2}+dy^{2}}}}

### Coordenades polars
Coordenades polars: {\displaystyle (x^{1},x^{2})=(r,\phi )}
{\displaystyle G={\begin{bmatrix}1&0\\0&(x^{1})^{2}\end{bmatrix}}={\begin{bmatrix}1&0\\0&r^{2}\end{bmatrix}}}
{\displaystyle L=\int _{a}^{b}{\sqrt {G_{11}dx^{1}DX^{1}+G_{22}dx^{2}DX^{2}}}}
{\displaystyle L=\int _{a}^{b}{\sqrt {dr^{2}+r^{2}(d\phi )^{2}}}}

### Coordenades cilíndriques
Coordenades cilíndriques: {\displaystyle (x^{1},x^{2},x^{3})=(r,\phi ,z)}
{\displaystyle G={\begin{bmatrix}1&0&0\\0&(x^{1})^{2}&0\\0&0&1\end{bmatrix}}={\begin{bmatrix}1&0&0\\0&r^{2}&0\\0&0&1\end{bmatrix}}}
{\displaystyle L=\int _{a}^{b}{\sqrt {G_{11}dx^{1}DX^{1}+G_{22}dx^{2}DX^{2}+G_{33}dx^{3}DX^{3}}}}
{\displaystyle L=\int _{a}^{b}{\sqrt {(dr)^{2}+r^{2}(d\phi )^{2}+(dz)^{2}}}}

### Coordenades esfèriques
Coordenades esfèriques: {\displaystyle (x^{1},x^{2},x^{3})=(r,\theta ,\phi )}
{\displaystyle G={\begin{bmatrix}1&0&0\\0&(x^{1})^{2}&0\\0&0&(x^{1}\sin x^{2})^{2}\end{bmatrix}}={\begin{bmatrix}1&0&0\\0&r^{2}&0\\0&0&r^{2}\sin ^{2}\theta \end{bmatrix}}}
{\displaystyle L=\int _{a}^{b}{\sqrt {G_{11}dx^{1}DX^{1}+G_{22}dx^{2}DX^{2}+G_{33}dx^{3}DX^{3}}}}
{\displaystyle L=\int _{a}^{b}{\sqrt {(dr)^{2}+r^{2}(d\theta )^{2}+r^{2}\sin ^{2}\theta (d\phi )^{2}}}}

## Exemples de mètriques no euclidianes
Tots els exemples anteriors estan associats a mètriques euclidianes, caracteritzades pel fet que el tensor de curvatura s'anul·la idènticament en tots els punts.

### Mètriques no euclidianes en geometria
Sobre una esfera de radi unitat, parametritzada per l'angle polar i l'angle azimutal (θ, φ) es considera el tensor mètric induït per la distància euclidiana de l'espai tridimensional que conté a l'esfera:

{\displaystyle G={\begin{bmatrix}1&0\\0&\sin ^{2}\theta \end{bmatrix}}}

Pot provar-se que mitjançant cap transformació possible de coordenades el tensor mètric en aquestes coordenades serà igual al tensor mètric de l'espai euclidià bidimensional, la qual cosa evidència que aquest tensor representa una geometria no-euclidiana (a més la seva curvatura escalar és precisament 1).

### Mètriques no euclidianes en física
D'acord amb la teoria de la relativitat general en presència de matèria, la geometria de l'espaitemps no és plana, és a dir, està caracteritzada per un tensor de curvatura que no és idènticament nul en tots els punts de la varietat. Aquest tensor de curvatura pot ser relacionat amb tensor d'energia-impuls que representa el contingut material del model d'univers que s'estigui analitzant. Alguns exemples de tensors mètrics no euclidians procedents de la teoria relativitat general que es fan servir com a models d'univers són:
- Mètrica de Schwarzschild, que representa la geometria de l'espaitemps al voltant d'un cos esfèric aïllat i estàtic (que no gira al voltant de si mateix).
- Mètrica de Friedman-Lemaître-Robertson-Walker, que es creu dona una bona aproximació de l'estructura de l'univers en expansió a grans escales.